# 梶原一騎
梶原一騎（1936年9月4日—1987年1月21日）是一位日本作家、漫畫劇本家與電影製作人，本名高森朝樹，東京都人。梶原一騎在代表作之一《小拳王》中曾用筆名「高森朝雄」。

## 生平
1936年9月4日，梶原一騎出生於東京市淺草區（現在是台東區），是家中的長男。祖父出身熊本縣高森町。
1971年，梶原一騎發表以大山倍達為主角的漫畫極真派空手道。
1973年，『愛と誠』改編為電影。1974年，梶原製作所成立。梶原一騎当時與電影界四巨星——東映岡田茂、東宝松岡功、大映德間康快、松竹奥山融——保持良好關係。
1983年5月25日，梶原一騎因傷害講談社『月刊少年Magazine』副編集長飯島利和，遭到逮捕。之後他與暴力團成員所引發的「アントニオ猪木監禁事件」、赤坂俱樂部ホステス暴行未遂事件（1982年3月18日）、『プロレスを10倍楽しく見る方法』影子作家威脅事件接連曝光。警察懷疑梶原一騎非法遞送大麻給當時遭到逮捕的萩原健一。自此，梶原一騎連載中作品終止，單行本絶版，名聲一落千丈。
1985年3月14日、梶原一騎遭東京地裁判處有期徒刑2年、緩刑3年。1985年、梶原一騎與真樹日佐夫合作以筆名正木亞都成為小説家。梶原一騎宣布從漫畫家引退，開始連載自傳漫畫『男の星座』（作画：原田久仁信）。
1987年1月21日，梶原一騎病逝在东京女子医科大学医院，享年50歲。『男の星座』在梶原一騎去世前並未完結。
逝世後再度被較佳的評價和作品重版。

## 家族
梶原一騎的父親高森龍夫是編輯、插繪畫家，弟弟真樹日佐夫（本名：高森真土）是漫畫劇本家、空手道家。梶原一騎的妻子是高森篤子（1945年3月5日－2015年4月6日），兩人於1973年結婚，1985年離異。1979年至1981年間，梶原一騎與台灣藝人白冰冰結婚，育有一女白曉燕。后因梶原本人过于花心风流，且长期对白冰冰实施家庭暴力，该婚姻于1980年结束（其女儿白晓燕于1997年被绑架撕票身亡）。

## 作品

### 漫畫
- 冠軍太（日语：チャンピオン太）（绘：吉田龍夫）
- 極真派空手道（日语：空手バカ一代）（绘：角田次朗・影丸穣也）
- 虎面人（绘：辻なおき）
- 虎面人二世（绘：宮田淳一）
- 巨人之星（绘：川崎のぼる）
- 赤き血のイレブン（绘：園田光慶）
- 太陽の恋人（绘：かざま鋭二）
- 愛與誠（日语：愛と誠）（绘：永安巧）
- おとこ道（绘：矢口高雄）
- 魔投手（绘：井上コオ）
- 小拳王（高森朝雄名義・绘：千葉徹彌）
- 夕やけ番長（绘：荘司としお）
- 四角いジャングル（绘：中城健）
- ジャイアント台風（高森名義・绘：辻なおき）
- 紅の挑戦者（高森名義・绘：中城健）
- プロレススーパースター列伝（绘：原田久仁信）
- カラテ地獄変（绘：中城健）
- 新カラテ地獄変（绘：中城健）
- キックの鬼（绘：中城健）
- 柔道一直線（绘：永島慎二、斎藤ゆずる）
- 男の星座（绘：原田久仁信）
- 人間兇器（绘：中野喜雄）
- 恋人岬（绘：牧美也子）

### 書籍
- 《從地獄生還》（『地獄からの生還』，自傳散文）
- 《我的懺悔錄》（『わが懺悔録』，回憶錄）
- 《男子漢之星》（『男たちの星』）